# Implantes de seno de polipropileno

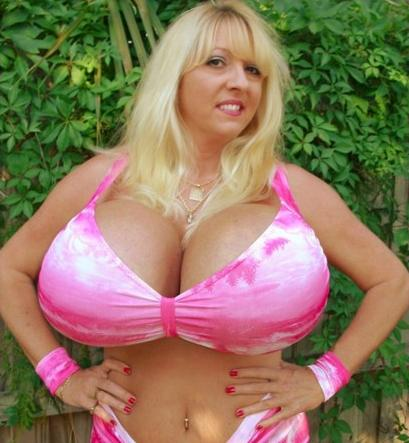
Maxi Mounds, actriz de cine para adultos, con implantes de pecho de polipropileno

Los Implantes de seno de polipropileno, también conocido como implantes mamarios en cadena, son un tipo de implante de mama de polipropileno desarrollado por el doctor Gerald W. Johnson. Debido a una serie de complicaciones médicas, se ha prohibido su uso en la Unión Europea y en Estados Unidos.
Los implantes absorben fluidos corporales y se expanden una vez dentro del cuerpo, resultando en casi continuo crecimiento del pecho tras la cirugía. Los resultados se han descrito como los de una expansión "extrema, casi del tamaño de los senos de dibujos animados". Los implantes en cadena sólo se disponían muy poco tiempo antes de ser retirados del mercado por la FDA en torno al 2001. Los implantes de polipropileno han creado el mayor aumento registrado en el tamaño del seno por cirugía de aumento. Por lo que rara vez se ven fuera de la industria de entretenimiento para adultos.
Las actrices de grandes bustos como Chelsea Charms, Maxi Mounds, Kayla Kleevage y Minka son conocidas por sus pechos de implantes de polipropileno.